# Phinaea multiflora
Phinaea multiflora là một loài thực vật có hoa trong họ Tai voi. Loài này được C.V.Morton miêu tả khoa học đầu tiên năm 1938.